# Correggio (Reggio de l'Emília)
Correggio és un municipi italià, situat a la regió d'Emília-Romanya i a la província de Reggio de l'Emília. Té 20.596 habitants.

## Fills il·lustres
- Bonifazio Asioli (1769-1832), compositor musical i musicògraf.
- Luca Siligardi, futbolista